# 小肌蛤
小肌蛤（学名：Musculus nanus），是贻贝目壳菜蛤科边纲蛤属的一种。主要分布于韩国、中国大陆，常栖息在潮下带。
其种加词“nanus”意为“矮小的”。